# Dewoitine D.520
Dewoitine D.520 je bilo francosko lovsko letalo druge svetovne vojne.

## Začetek proizvodnje
Letalo je bilo v času nastanka precej slabše od primerljivih lovcev tistega časa, kljub temu pa je bilo izjemno okretno in najboljše lovsko letalo, ki ga je ustvarilo kakšno francosko podjetje. Eden od razlogov za slabše lastnosti tega letala je bil šibak motor, ki je zamenjal predvidenega 1300 »konjskega«. Pomanjkanje močnih motorjev je povzročilo predelavo tega lovca, da so vanj lahko vstavili šibkejšega, proizvajalca Hispano-Suiza.

## Uspehi letala
Letalo je doseglo slabe rezultate ob nemškem napadu na Francijo (razmerje med sestreljenimi letali je bilo skoraj 2:1 v korist Nemcev). Po francoski kapitulaciji so v Vichyjski Franciji nadaljevali s proizvodnjo, letala (kakšnih 400 izdelanih) pa so dobili v »dar« Italijani, Romuni in Bolgari. Kasneje, leta 1944, po zavezniškem zavzetju Francije so nekaj teh letal zasegli Svobodni Francozi in se z njimi spet borili na strani zaveznikov.